# Милан Вакањац
Милан Вакањац (Болман, 17. август 1894. – Нови Сад, 26. октобар 1997.) био је српски сликар.

## Биографија
Милан Вакањац је завршио Српску учитељску школу у Сомбору и од 1913. радио је као учитељ. По избијању Првог светског рата, када је имао 20 година, мобилисан је у аусторугарску војску. Војну обуку је провео у Печују, а његову Ђачку чету 19. домоборанског пука, Аустроугарска је упутила да ратује са Русима.
На источном фронту уграбио је прву прилику и са десетак Словака одмах пребегао код Руса. Марта 1916. послат је у Прву српску доборовољачку дивизију у Одеси. Тамо је, завршивши школу резервних официра, постао резервни потпоручник војске Краљевине Србије.
Да би се придружили Српској војсци у Солуну, Срби из Одесе путовали су преко целог Сибира, до луке Порт Артур. Одатле су пловили преко Кинеског мора, Индијског океана, Црвеног мора, кроз Суецки канал до Порт Саида и Солуна. Шест месеци је тралајо ово путовања. Недуго затим, приликом пробоја Солунског фронта, када су предњи делови бугарских снага разбијени, у једној великој заседи у коју је улетео његов први батаљон Првог пука, Вакањац је тешко рањен.
Вакањац је добио сребрну медаљу за храброст "Милош Обилић" и руски орден за храброст Крст светог Ђорђа.